# Mariä Himmelfahrt (Kirchdorf bei Haag i. OB)

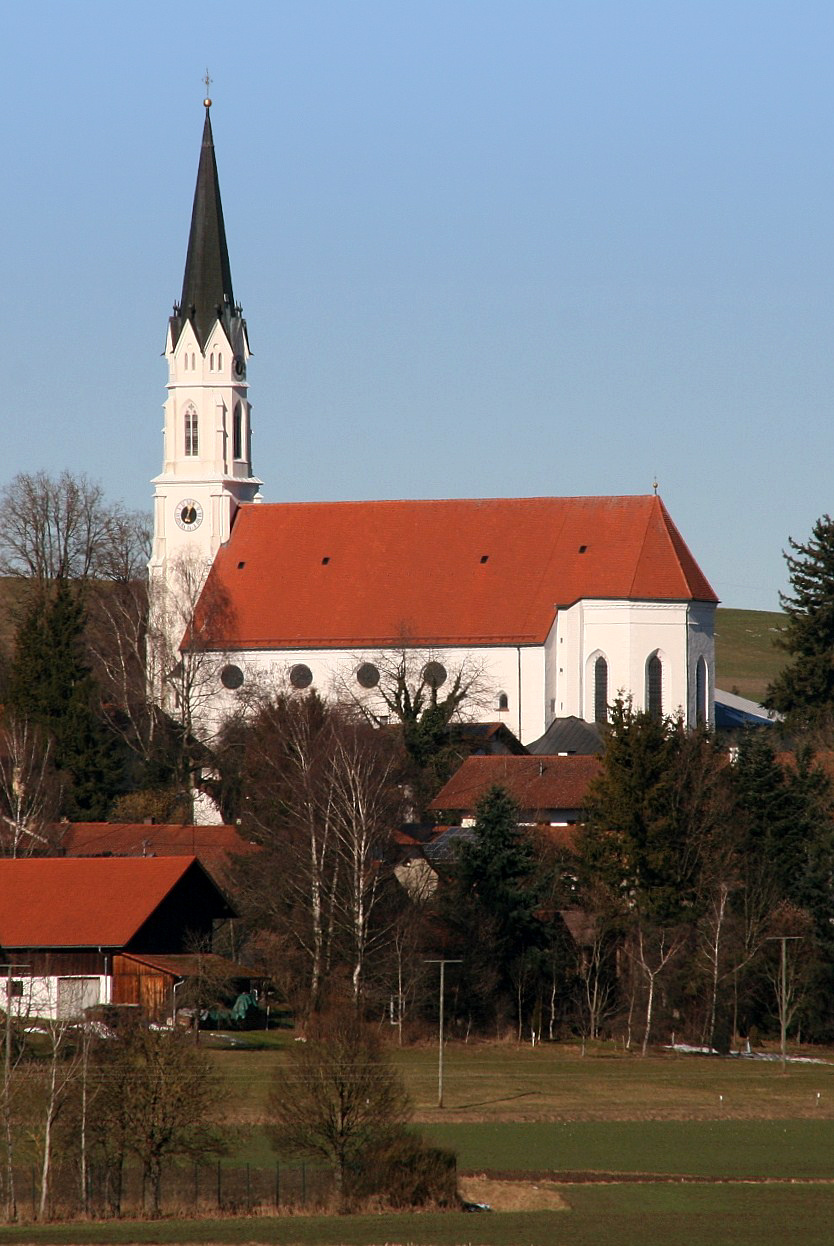
Kirchdorf, Mariä Himmelfahrt

Mariä Himmelfahrt ist eine katholische Pfarrkirche im Ort Kirchdorf (bei Haag in Oberbayern). Sie gehört zur Erzdiözese München und Freising. Ihr Patroziniumsfest wird am 15. August gefeiert. Zwei Filialkirchen in Limberg und Berg sind ihr zugehörig. Seit 1984 ist sie mit Ramsau und Reichertsheim zum Pfarrverband Kirchdorf zusammengeschlossen.

## Geschichte
Um das Jahr 790 wird die Ecclesia parochialis Pozchurdorf (die Pfarrkirche des Pozo zu Kirchdorf) erwähnt. Von diesem vorromanischen Bauwerk ist nichts erhalten geblieben. Um das Jahr 1200 wurde eine Kirche von den Gurren von Kirchdorf im romanischen Stil erbaut. Pfarrer Ortlieb, der erste namentlich bekannte Kirchdorfer Pfarrherr, zelebrierte 1268 in einer aus Stein gebauten dreischiffigen romanischen Basilika. Sichere Zeugen dieser Kirche sind noch heute das aus Granit aufgeführte Westportal, die Rundbogenwand des nördlichen Kirchenschiffs und die aus Tuffsteinen und Findlingen erbaute Krypta.
Die Pfarrei unterstand damals dem Bistum Regensburg, das auch das Patronat ausübte. Fest steht, dass Kirchdorf die Urpfarrei der Grafschaft Haag war. Im Jahre 1315 unterstanden ihr 14 Filialkirchen, also die Hälfte der Grafschaft Haag: Rechtmehring, Freimehring, Maithenbeth, Oberndorf, Winden, Berg, Ramsau, Lengmoos, Rieden, Kirchreit, Limberg, Hochhaus sowie die Burgkapellen von Haag und Hohenburg. Die Pfarrer von Kirchdorf trugen den Titel Chorherr. 1320 kam Kirchdorf von der Diözese Regensburg zu Freising; das Patronat blieb jedoch weiterhin bei Regensburg und wurde im Mai 1380 an die Grafschaft Haag abgetreten.
Im Jahre 1471 wurde die romanische Kirche einem einschneidenden Umbau unterzogen. Unter den Haager Grafen Johann und Wolfgang von Frauenberg ließ Baumeister Wolfgang Glarr den romanischen Ostchor abtragen und durch einen gotischen ersetzen. Neu errichtete Kirche ist zur gotischen „Kathedrale der Grafschaft Haag“ geworden. Um 1690 wurde sie barockisiert. Zu diesem Umbau gehört die Emporenanlage über den Seitenschiffen. In einer zweiten Bauphase um 1730 entstanden die Emporenbrüstung und die Stuckarbeiten, die schon das beginnende Rokoko signalisieren. Zwischen 1746 und 1749 wurde der barocke Hochaltar durch den Johann Aichorn mit seinen Gsöllen errichtet. Die Priester aus dem Institut der Bartholomäer, die im 1677 erbauten Pfarrhof wohnten versorgten ca. 45 umliegenden Filialkirchen.
1798 und 1866 wurde der Turm entscheidend verändert: der romanische Glockenturm erhielt statt der Kuppel ein Spitzdach. Das 19. Jahrhundert brachte für die Pfarrei Kirchdorf einschneidende Veränderungen: Die Filialkirche Hof wurde abgebrochen. Teile des alten Pfarrsprengels lösten sich von der Mutterkirche und wurden selbständige Pfarreien.
1907 und 1972 wurde die Kirche innen renoviert. An der Nordseite des Presbyteriums wurde ein gotisches Fresko freigelegt: Christus am Kreuz. Die Krypta der Kirche ist die Begräbnisstätte der Reichsgrafen von Haag.

## Innenausstattung
Die Kanzel stellt eine Barockarbeit um 1740 dar. Die Deckengemälde im Langhaus und im Altarraum sind marianisch und beschäftigen sich mit dem Scapulier. Unter der Empore rechts befindet sich die Taufkapelle mit spätgotischen Steinmetzarbeiten.

### Altäre

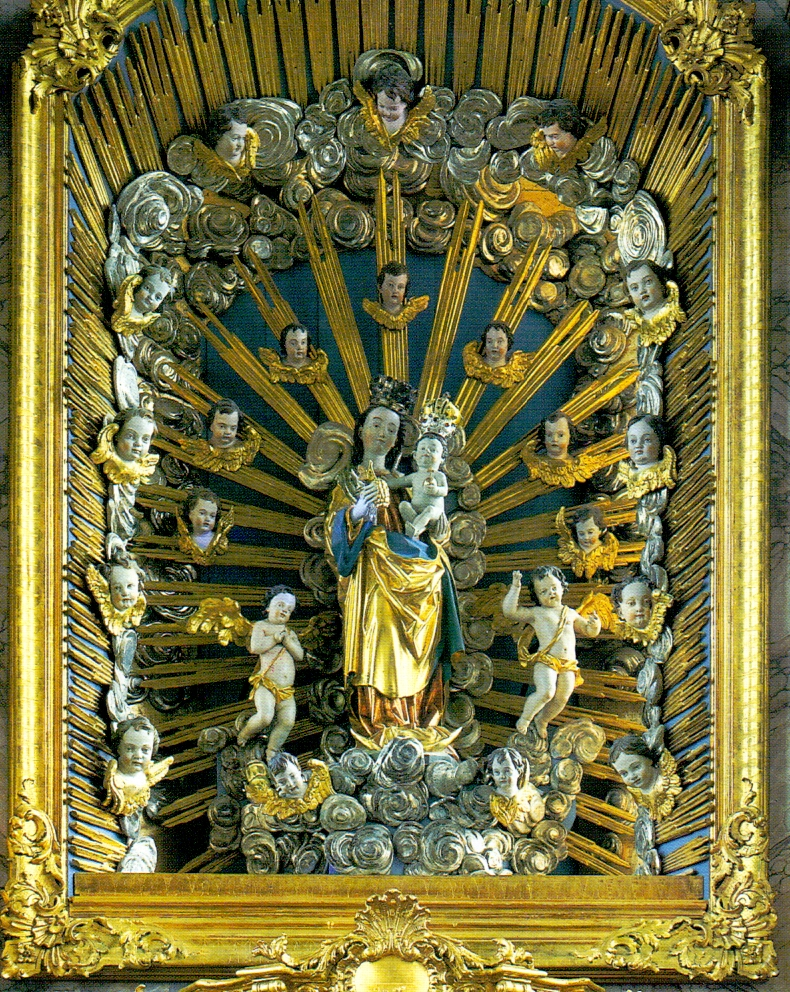
Madonna mit Kind im Hochaltar

Auf dem Hochaltar steht die Holzfigur einer Madonna mit Kind, die Figur stammt aus dem 15. Jahrhundert. Auf dem ersten südlichen Seitenaltar ist eine gotische Pietà nach 1400 aus Steinguss. Auf dem nördlichen Seitenaltar, dem Kreuzaltar, findet sich die geschnitzte Figurengruppe Beweinung Christi. Der erste südliche Seitenaltar ist dem hl. Josef gewidmet.
Im zweiten nördl. Seitenaltar (Scapulier-Altar) werden die Gebeine der heiligen Casta aus den Callistus-Katakomben von Rom in einem gläsernen Schrein aufbewahrt. Die Reliquie wurde von der Grafschaft Haag im Jahre 1735 erworben. Dritter nördlicher Seitenaltar ist jener der Vierzehn Nothelfer. Der zweite südliche Seitenaltar ist dem heiligen Sebastian geweiht.

## Krypta
Die Krypta der Reichsgrafen von Haag befindet sich unter dem Presbyterium. Zugang wird durch den Sakristei-Vorraum gewährleistet. Ursprünglich waren zwei Zugänge. Diese Unterkirche ist romanisch und besitzt Mauern aus Bruchsteinen, starke Gurtbogen aus Granit und eine kreuzgratig gewölbte Decke aus Tuffstein. Der licht- und schmucklose Raum schließt mit einer Apsis im Osten.
Ursprünglich war die Krypta länger; hinter dem zweiten Gurtbogen wurde in der Barockzeit durch eine Abmauerung die übrige Krypta abgetrennt und mit Bauschutt gefüllt. Auch das Bodenniveau entspricht nicht mehr dem Originalzustand, es lag früher tiefer.
Im Grafschaft-Haag-Vertrag von 1406 wurde die Krypta zur Erbbegräbnisstätte der Haager Grafen bestimmt. Hier fanden auch Gottesdienste statt. Letzte Beisetzungen: 1557 Gräfin Kunigunde von Haag, 1566 Graf Ladislaus, 1569 Gräfin Margaretha V. von Haag. Danach wurde die Krypta geschlossen. Im Jahre 1800 wurde sie durch französisches Militär geplündert, daraufhin zugemauert. Um 1934 wurde sie wieder geöffnet; im Jahre 1980 wiederhergestellt und am 31. August 1980 eingeweiht, sie ist seither zugänglich.

## Orgel

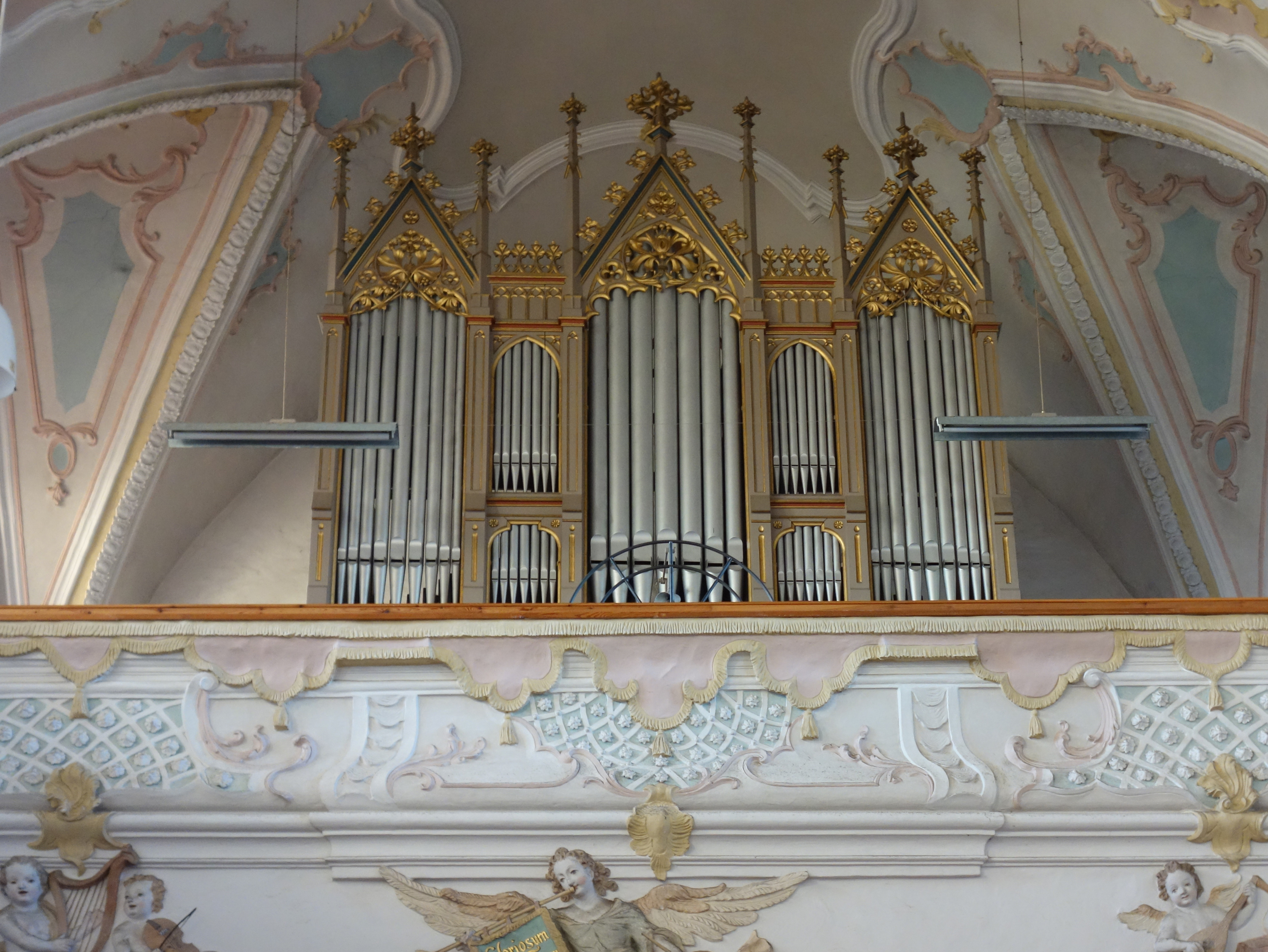
Maerz-Orgel

Die Orgel stammt aus der Werkstatt von Franz Borgias Maerz und wurden im Jahr 1884 gebaut. Sie besitzt 18 Register, zwei Manuale und Pedal auf mechanischen Kegelladen. 2006 wurde es von der Firma Norbert Krieger restauriert. Das Werk hat folgende Disposition:
| I Hauptwerk C–f3 |             |            |
| 1.               | Bourdon     | 16′ (ab F) |
| 2.               | Prinzipal   | 8′         |
| 3.               | Gedackt     | 8′         |
| 4.               | Gamba       | 8′         |
| 5.               | Oktave      | 4′         |
| 6.               | Rohrflöte   | 4′         |
| 6.               | Flautino    | 2′         |
| 8.               | Cornett III | (ab c0)    |
| 9.               | Mixtur IV   | 2 ⁄3′      |

| II Nebenwerk C–f3 |                 |    |
| 10.               | Geigenprinzipal | 8′ |
| 11.               | Gedackt         | 8′ |
| 12.               | Salicional      | 8′ |
| 13.               | Flöte           | 8′ |
| 14.               | Flöte           | 4′ |

| Pedal C–d1 |             |     |
| 15.        | Subbaß      | 16′ |
| 16.        | Violon      | 16′ |
| 17.        | Oktavbaß    | 8′  |
| 18.        | Violoncello | 8′  |

- Koppeln: II/I, I/P (separate Pedalkoppel II/P nicht vorhanden)
- Spielhilfen: 3 feste Kombinationen (Piano / Forte / Tutti; Auslöser) über 4 Fußtritte

## Glocken
Im Jahre 1909 bekam die Kirche ein neues Geläute. Der Militärbehörde wurden 2 Glocken abgeliefert: Nr. 4 und 5.
| Nr. | Hersteller – H. Ort   | Masse(kg) | Schlagton(HT) |
| 1   | H. v. Rosen           | 1.500     | Fis           |
| 2   | A. Bachmaier – Erding | 1.900     | Cis           |
| 3   | A. Bachmaier – Erding | 550       | Gis           |
| 4   | A. Bachmaier – Erding | 390       | Ais           |
| 5   | A. Bachmaier – Erding | 230       | Cis           |